# Stigmatomma pluto
Stigmatomma pluto is een mierensoort uit de onderfamilie van de Amblyoponinae. De wetenschappelijke naam van de soort is voor het eerst geldig gepubliceerd in 1972 door Gotwald & Levieux.